# Epiactis thompsoni
Epiactis thompsoni is een zeeanemonensoort uit de familie Actiniidae.
Epiactis thompsoni is voor het eerst wetenschappelijk beschreven door Coughtrey in 1875.